# Sadik Ahmetović
Sadik Ahmetović (Podgaj, Srebrenica, 1. kolovoza 1969.) bošnjački bosanskohercegovački političar, potpredsjednik Stranke demokratske akcije od 2009. do 2015. i ministar sigurnosti BiH od 2009. do 2012.

## Mladost
Ahmetović je rođen u selu Podgaj kod Srebrenice gdje je završio osnovnu školu 1984. Srednju školu pohađao je u Zvorniku gdje je maturirao 1989.
U SDA se učlanio 1990. Na izborima 1990. osvojio je zastupničko mjesto u Skupštini općine Srebrenica. Tijekom rata bio je pripadnik Patriotske lige, a kraj rata dočekao je u činu natporučnika Armije RBiH.

## Nakon rata
Između 1995. i 1996. bio je zastupnik u Skupštini Tuzlansko-podrinjske županije. Na lokalnim izborima 2000. ponovno je s 1164 glasa izabran za zastupnika u Skupštini općine Srebrenice. Te iste godine diplomirao je na Defektološkom fakultetu u Tuzli. Sljedeće godine izabran je za potpredsjednika Skupštine općine. Za zastupnika u Narodnoj skupštini Republike Srpske izabran je 2002. s 4189 glasova. Istovremeno je obavljao obe dužnosti do 2006.
Na općim izborima 2006. bio je kandidat za zastupnika u Zastupničkom domu PS BiH. Dobio je 3570 glasova, a u Zastupnički dom ušao je zahvaljujući kompenzacijskom mjestu. Za potpredsjednika SDA izabran je na Petom kongresu 2009. Istovremeno je postao članom Predsjedništva stranke i njezinog Vijeća u Grupi za sigurnosnu politiku. Iste godine magistrirao je na Defektološkom fakultetu u Tuzli. Stranku je napustio 2017. godine.

## Ministar sigurnosti
Nakon smjene Tarika Sadovića s položaja ministra sigurnosti BiH u srpnju 2009., Ahmetović je imenovan njegovim nasljednikom 24. studenog 2009. Odlaganje njegovog imenovanja ministrom dogodilo se zbog pregovaranja sa srpskim zastupnicima koji su Ahmetovićevo imenovanje uvjetovali popunjavanjem nekih mjesta u tijelima vlasti Srbima. Preuzimanjem ove dužnosti Ahmetović je ujedno postao zamjenik predsjedavajućeg Vijeća ministara.
U rujnu 2010. bio je optužen da je imao seksualne odnose s maloljetnom Romkinjom iz Bratunca. Navodno je, prema optužnici, u vezu s njom stupio još krajem 2009.
Na općim izborima 2010. ponovno je bio kandidat za zastupnika u Zastupničkom domu PS BiH s područja Republike Srpske, no osvojio je 4686 glasova što je bilo nedovoljno za stjecanje zastupničkog mjesta. No, zbog nemogućnost obrazovanja novog Vijeća ministara, Ahmetović je dužnost nastavio vršiti i dalje. Konačno je novo Vijeće ministara uspostavljeno u siječnju 2012., a SDA je ponovno predložila Ahmetovića za ministra sigurnosti te je tu dužnost nastavio obnašati i pod predsjedanjem Vjekoslava Bevande koji je zamijenio dotadašnjeg predsjedavajućeg Vijeća ministara Nikolu Špirića.
Zbog blokiranja odluke o donošenju proračuna od strane SDA, pokrenuta je smjena njezinih ministara u Vijeću ministara BiH, među kojima su bili Ahmetović, ministar sigurnosti, Muhamed Ibrahimović, ministar obrane i Fuad Kasumović, zamjenik ministra financija. Zastupnički dom PS BiH izglasovao je odluku o smjeni 5. srpnja 2012., a odluku je potvrdio Dom naroda PS BiH 22. listopada 2012.

## Obitelj
Ahmetović je oženjen Almom Ahmetović s kojom ima kćer Elmu i sina Ibrahima.